# Журка
Журка — село в Рыбницком районе непризнанной Приднестровской Молдавской Республики. Вместе с селом Михайловка входит в состав Михайловского сельсовета.